# Famille Donino
 (juin 2025).
Motif : Quelle notoriété ?
- Archive Wikiwix
- Bing
- Cairn
- DuckDuckGo
- E. Universalis
- Gallica
- Google
- G. Books
- G. News
- G. Scholar
- Persée
- Qwant
- (zh) Baidu
- (ru) Yandex
- (wd) trouver des œuvres sur Wikidata

| 1. | Préciser le motif de la pose du bandeau. | Précisez le motif de la pose du bandeau en utilisant la syntaxe suivante : {{admissibilité à vérifier\|date=juin 2025\|motif=remplacez ce texte par le motif}}                      |
| 2. | Informer les utilisateurs concernés.     | Pensez à avertir le créateur de l'article, par exemple, en insérant le code ci-dessous sur sa page de discussion : {{subst:avertissement admissibilité à vérifier\|Famille Donino}} |

La famille Donino est une famille patricienne de Venise.

## Histoire
La famille Donino s'agrégea à la noblesse de Venise en 1661 en payant la contribution de 100 000 ducats pour la guerre de Candie.

## Armes
Armes : D'azur à trois fasces d'or, au chef chargé d'un soleil et de deux étoiles d'or